# تروده دیبندال
تروده دیبندال (انگلیسی: Trude Dybendahl؛ زادهٔ ۸ ژانویهٔ ۱۹۶۶) اسکی‌باز صحرانوردی اهل نروژ است.